# Włodzimierz Lejczak
Włodzimierz Jacenty Lejczak (ur. 15 czerwca 1924 w Krakowie, zm. 31 lipca 2004) – polski inżynier górnik i polityk, minister przemysłu ciężkiego (1970–1976) i minister górnictwa (1977–1980). Budowniczy Polski Ludowej.

## Życiorys
Syn Tadeusza i Elżbiety. W 1949 otrzymał tytuł magistra inżyniera górnika w Akademii Górniczo-Hutniczej w Krakowie. W latach 1948–1960 pracował w kopalniach Miechowice, Rokitnica i Mikulczyce, w ostatniej jako naczelny inżynier i dyrektor. Od 1965 do 1968 wiceprezes Wyższego Urzędu Górniczego w Katowicach, a w latach 1976–1977 prezes WUG i pełnomocnik rządu ds. szkód górniczych (pełnomocnikiem był również w okresie 1967–1968).
Od 1955 należał do Polskiej Zjednoczonej Partii Robotniczej. Przewodniczył zespołowi komitetu miejskiego partii w Zabrzu, od 1971 do 1975 i od lutego do grudnia 1980 wchodził w skład Komitetu Centralnego PZPR (w 1980 jako zastępca członka). Należał od 1975 do 1980 do Centralnej Komisji Rewizyjnej KC PZPR. 
Od 1968 był związany z resortem przemysłu ciężkiego, a od 23 grudnia 1970 do 27 marca 1976 był ministrem tegoż resortu w rządzie  Piotra Jaroszewicza i kolejnym pod jego przewodnictwem. Od 31 marca 1977 do 8 października 1980 był ministrem górnictwa w rządach Piotra Jaroszewicza i Edwarda Babiucha oraz Edwarda Babiucha i Józefa Pińkowskiego.
Jeden z sygnatariuszy porozumień jastrzębskich w 1980 roku. 7 stycznia 1981 wydalony z partii. W lipcu 1981 został pozbawiony przez Radę Państwa PRL najwyższych odznaczeń państwowych.
W czasie stanu wojennego został internowany wraz grupą byłych czołowych działaczy PZPR.
Pochowany na cmentarzu Rakowickim (XIIA/1/5).

## Odznaczenia
- Order Budowniczych Polski Ludowej (1980)[2][3] (pozbawiony w lipcu 1981)
- Order Sztandaru Pracy I klasy (pozbawiony w lipcu 1981)[4]
- Order Sztandaru Pracy II klasy (pozbawiony w lipcu 1981)
- Krzyż Komandorski Orderu Odrodzenia Polski (1969)[5]
- Krzyż Oficerski Orderu Odrodzenia Polski (1964)[6]
- Złoty Krzyż Zasługi (1955)[7]
- Srebrny Krzyż Zasługi (1954)[8]
- Medal 30-lecia Polski Ludowej
- Medal 10-lecia Polski Ludowej (1954)[9]
- Złoty Medal „Za zasługi dla obronności kraju” (1973)[10]
- Złota odznaka „Za pracę społeczną dla miasta Krakowa” (1972)[11]
- Wielki Oficer Orderu Infanta Henryka (1976)[12].